# Zale sabena
Zale sabena là một loài bướm đêm trong họ Erebidae.